# 更漏子
更漏子，词牌名。双调四十六字，前阕两仄韵、两平韵，后阕三仄韵，两平韵。

## 词牌格式
註：
平表示平聲，
仄表示仄聲，
仄表示本仄可平，
平表示本平可仄，粗體表示韻腳。

### 正體
雙調四十六字，上闕六句，兩仄韻、兩平韻；下闋六句，三仄韻、兩平韻。换韵方式“甲乙丙丁”。上下阕一二句、四五句要用对仗。

仄平平，平仄仄，仄仄平平平仄。平仄仄，仄平平（換韻），仄平平仄平。
平平仄（換韻），平平仄，仄仄平平仄仄。仄仄仄，仄平平（換韻），平平仄仄平。

例词：
- 温庭筠

玉爐香，紅燭淚。偏照畫堂秋思。眉翠薄，鬢雲殘。夜長衾枕寒。
梧桐樹，三更雨。不道離情正苦。一葉葉，一聲聲。空階滴到明。